# Дарес
Дарес, також Дарет (грец. Dares) — згідно з Гомером він був жерцем у храмі Гефеста в Трої, батьком захисників Трої Пегія та Ідая. 
Згідно з якимось Антипатром Аканфським, якого цитує відомий своїми містифікаціями, грецький письменник першої половини II століття Птолемей Гефестіон, який найімовірніше того Антипатра ж сам і вигадав, Дарес був наставником Гектора і повинен бути регулярно нагадувати тому пророцтво Аполлона Фімбрейского, щоб Гектор не вступав у бій із Патроклом, оскільки вбивши Патрокла, він сам загине від руки Ахіллеса. Це нагадування виявилося безуспішним. Нібито Дарес склав більш достовірну від гомерівської історію Троянської війни й записав її на пальмових листках. Дареса вбив Одіссей, коли той перейшов до греків.